# Stammbaum der griechischen Götter und Helden

Aus verschiedenen Quellen kompilierter Stammbaum

Ein mythologisch fester Stammbaum der griechischen Götter und Helden besteht nicht und bestand nie.
Das älteste erhaltene Werk, das sich der Entstehung der Götter und der Welt widmet, ist Hesiods Theogonie, sie beinhaltet die Entstehung der Götter voneinander und beschreibt den Machtwechsel der Göttergenerationen von Uranos über die Titanen bis zur Herrschaft des Zeus. Sie endet mit einer Liste der Verbindungen der olympischen Götter mit Sterblichen. Viele der hesiodischen Erzählungen wurden in der antiken Literatur tradiert und hatten auch Entsprechungen in bildlichen Darstellungen und im Kult, kanonisch wurden sie jedoch nie. Erhaltene Fragmente späterer theogonischer Dichtungen wie von Alkman oder Musaios enthalten teils stark differierende Erklärungen zur Herkunft der Götter, am greifbarsten sind die Unterschiede in den Schriften der Orphiker. Den verschiedenen orphischen Theogonien ist gemein, dass der ersten hesiodischen Göttergeneration weitere Generationen vorgeschaltet sind. Vor Uranos herrschten bereits der dem Hesiod unbekannte Phanes und die Nyx über die Welt und Zeus wird von seinem Sohn Dionysos abgelöst.
Genealogische Angaben zu Heroen finden sich bereits bei Homer. In ihrer einfachsten Form beinhalten sie drei Generationen, die komplexeste ist mit sechs Generationen die des Aineias, in der die trojanische Herrscherfamilie auf Zeus zurückgeführt wird. Bereits im Stammbaum des Aineias finden sich Elemente, die in dem größten Teil der griechischen Heroenstammbäume zu finden sind: Der Heros stammt von einer Gottheit ab, selbständige Mythen, wie der von Ganymed, werden mit dem Heros genealogisch verknüpft und eponyme Namensgeber wie Dardanos oder Ilos sind Vorfahren des Heros. In den überlieferten lokalen Mythologien findet sich meist ein Stammbaum, der die Gründung der Stadt auf einen eponymen Heros und diesen auf eine Gottheit zurückführt. Dabei wird neben der Legitimation des Herrschergeschlechts und der Herausstellung der Bedeutung der Stadt zumindest implizit eine chronologische Sortierung der bekannten Mythen und eine Verknüpfung untereinander vorgenommen.
Im Hesiod zugeschriebenen Katalog der Frauen wird das Verknüpfen und Systematisieren durch den Autor als beabsichtigte Tätigkeit deutlich. Der Katalog schließt an das Ende der Theogonie an und reicht bis zu den Heroen des Trojanischen Krieges. Die Heroen gehen hier alle auf Deukalion und Pyrrha und ihren Sohn Hellen, den eponymen Namensgeber der Hellenen, zurück. Hellens Söhne sind Aiolos, Doros und Xuthos, die Vorfahren der drei griechischen Volksstämme Aioler, Dorer und Ionier. Hellens Tochter Protogeneia zeugt mit Zeus den Makedon und den Magnes, eponyme Namensgeber der Makedonen und Magnesier.
Im Verlauf der Antike wurde von verschiedenen Mythographen der Versuch unternommen, die verschiedenen Stammbäume zu ordnen und zu synchronisieren. Davon erhalten sind außer Fragmenten nur die Bibliotheke des Apollodor und die Genealogiae des Hyginus. Die mythographische Bearbeitung von Mythen erfolgte zumeist durch Zusammenstellung vorliegender Literatur und nicht im Nacherzählen der Volksmythologie, beispielsweise ließ Kallimachos teilweise entlegene lokale Mythen in seine Aitia einfließen, von denen er Kenntnisse in der Bibliothek von Alexandria erhielt.
Auch in der Neuzeit wurde seit der Reformation der griechischen Mythologie in der Renaissance wiederholt der Versuch unternommen, Ordnung in die Abstammungen der Götter und Helden zu bringen.